# Arthur Kluckers

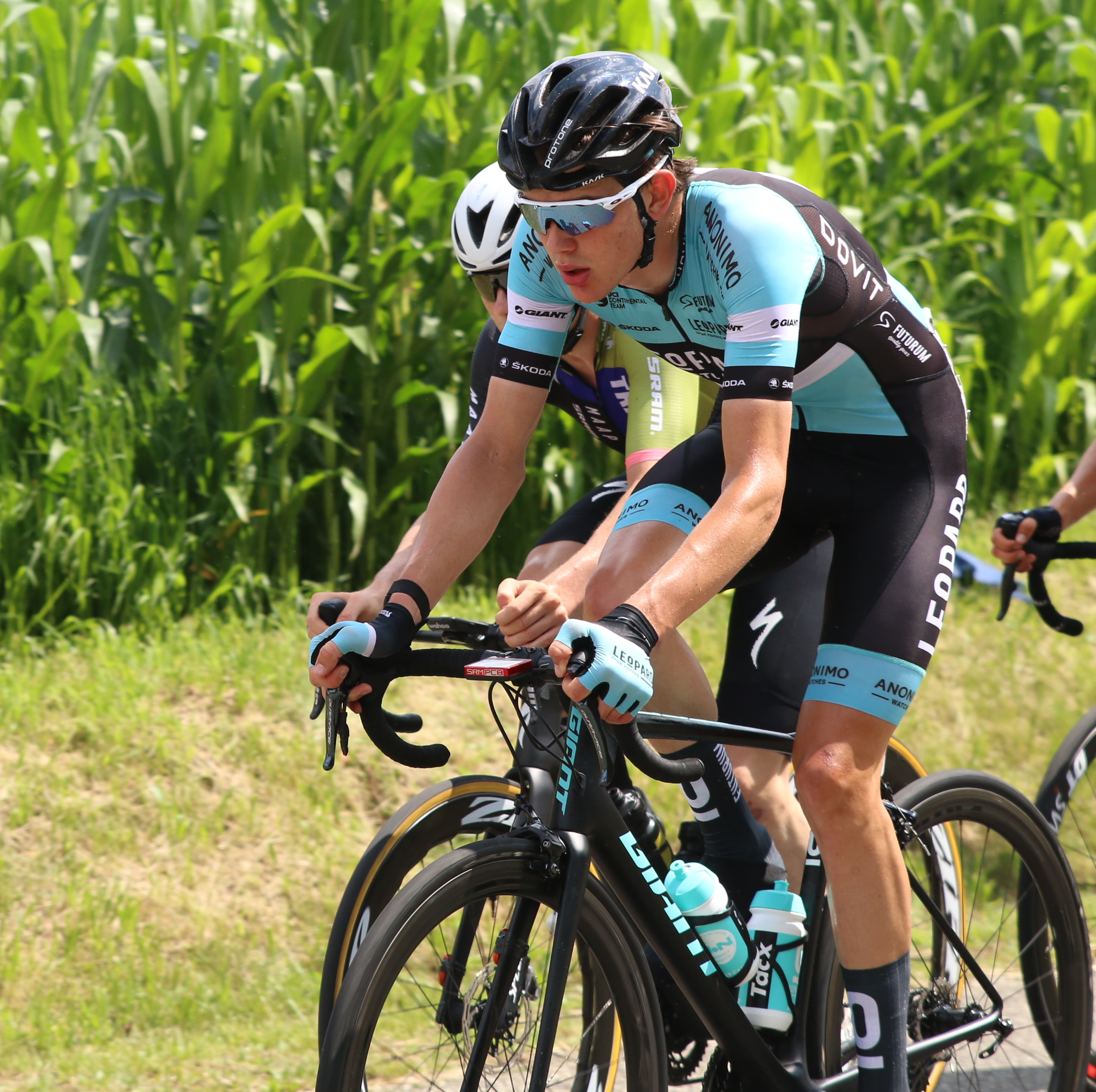
Arthur Kluckers bei der Tour Alsace 2021

Arthur Kluckers (* 15. März 2000 in Luxemburg) ist ein luxemburgischer Radrennfahrer.

## Sportlicher Werdegang
Mit dem Radsport begann Kluckers im Alter von 11 Jahren beim VC Schengen. Als Junior wurde er 2017 und 2018 Luxemburgischer Meister im Einzelzeitfahren, 2018 auch auf dem Mountainbike im Cross-Country. Er war Mitglied der Nationalmannschaft und startete bei Welt- und Europameisterschaften sowie im UCI Men Juniors Nations’ Cup. Bei den Olympischen Jugend-Sommerspielen 2018 gewann er zusammen mit Nicolas Kess die Silbermedaille im Combined Criterium. 
Mit dem Wechsel in die U23 wurde Kluckers zur Saison 2019 Mitglied im UCI Continental Team Leopard Pro Cycling. Nach zwei Jahren ohne Erfolge wurde er 2021 Luxemburgischer U23-Meister sowohl im Straßenrennen als auch im Einzelzeitfahren. In der Saison 2022 erzielte er mit dem Gewinn der letzten Etappe des Flèche du Sud seinen ersten Erfolg auf der UCI Europe Tour, dem ein zweiter Etappenerfolg bei der Tour Alsace folgte. Zudem erhielt er die Möglichkeit, ab August als Stagiaire für das UAE Team Emirates zu fahren, ein Anschlussvertrag kam jedoch nicht zustande.
Daraufhin wechselte Kluckers zur Saison 2023 in das neu als UCI ProTeam lizenzierte Tudor Pro Cycling Team. 2024 sicherte er sich erstmals den nationalen Titel im Einzelzeitfahren in der Elite.

## Erfolge
2017
- Luxemburgischer Meister – Einzelzeitfahren (Junioren)

2018
- Luxemburgischer Meister – Einzelzeitfahren (Junioren)

2021
- Luxemburgischer Meister – Einzelzeitfahren (U23)
- Luxemburgischer Meister – Straßenrennen (U23)

2022
- Luxemburgischer Meister – Einzelzeitfahren (U23)
- eine Etappe Flèche du Sud
- eine Etappe Tour Alsace

2024
- Luxemburgischer Meister – Einzelzeitfahren

2025
- Luxemburgischer Meister – Straßenrennen